# Cargo Transport Unit
Cargo Transport Unit (CTU) ist die englische Bezeichnung für Beförderungseinheit. Eine Untergruppe, teilweise synonym gebraucht, sind die Intermodal Transport Units (ITU), die im Wesentlichen Container sind.
Im CTU-Code der Internationale Seeschifffahrts-Organisation/ILO/UNECE ist die Verpackungssicherheit geregelt.